# Werner van den Steen de Jehay
Werner van den Steen de Jehay, né à Gand le 11 juillet 1854 et décédé à Rome le 1er octobre 1934 est un diplomate belge.

## Biographie
Réside en Angleterre de 1872 à 1879, date à laquelle il entame la carrière diplomatique, avec le grade d'attaché de Légation à Londres. En 1901, il est désigné envoyé extraordinaire et ministre plénipotentiaire de 2e classe à Belgrade, puis à Berne en 1907 et enfin à Rome en 1910 et où il arrive le 29 janvier 1911. Envoyé extraordinaire et ministre plénipotentiaire de 1re classe de 1914 à 1919, ambassadeur de 1919 à 1924, il fut admis à la retraite cette même année 1924.

## Famille
Werner van den Steen est le fils de Louis van den Steen de Jehay (1812-1864) et de Alix Mélanie Célestine (v. 1828-1859), comtesse de Gourcy Serainchamps.
Il épouse Marguerite Julien (1868-1951). De ce mariage naquirent deux enfants.
- Herbert (1896-1958). Épouse Jeanne Gabrielle Bertha Hoepfner (1900-1978) le 30 avril 1931 à Paris, 19e arr[1].
  - Serge (° 1923). x1 Claude Ruffin (° 1931) le 23 avril 1957 ; x2 Annie Bonivert ; x3 (7 novembre 1964) Josette Weerts (° 1928)
  - Béatrice (Paris, 1930 - Auderghem, 2023[2]). Épouse Frédéric Sepulchre (Jupille-sur-Meuse, 10 août 1929 - Woluwe-Saint-Pierre, 29 février 2016[3]) le 12 juin 1952. Dont 6 enfants[4].
  - Jérôme Herman Ernest Gaëtan vdS (Paris, Xe arr., 15 août 1933 - 2014). x1 (30 novembre 1957 à Méan ; mariage religieux à Bruxelles le 20 décembre 1957) Marie-Antoinette Louise Jeanne Ghislaine Josèphe du Bois de Bounam de Ryckholt (° 31 janvier 1937, Etterbeek) ; x2 Marie-Jeanne Lemonde-Vanden Bruel.
- Guy vdS de Jehay (1906-1999).

## Œuvres
- Rapport sur la production et le commerce des lins dans la Grande Bretagne et en Irlande, Impr. des travaux publics, 1893.
- Rapport sur les conditions de l'agriculture dans le Royaume-Uni, Impr. des travaux publics, 1893.